# 1237
- Wikisource

| Calendário gregoriano                                                        | 1237 MCCXXXVII                                       |
| Ab urbe condita                                                              | 1990                                                 |
| Calendário arménio                                                           | 686 – 687                                            |
| Calendário bahá'í                                                            | -607 – -606                                          |
| Calendário budista                                                           | 1781                                                 |
| Calendário chinês                                                            | 3933 – 3934 Início a 29 de janeiro (aproximadamente) |
| Calendário copta                                                             | 953 – 954                                            |
| Calendário etíope                                                            | 1229 – 1230                                          |
| Calendários hindus - Vikram Samvat - Calendário nacional indiano - Cáli Iuga | 1292 – 1293 1158 – 1159 4337 – 4338                  |
| Calendário Holoceno                                                          | 11237                                                |
| Calendário islâmico                                                          | 634 – 635                                            |
| Calendário judaico                                                           | 4997 – 4998                                          |
| Calendário persa                                                             | 615 – 616                                            |
| Calendário rúnico                                                            | 1487                                                 |
| Calendário solar tailandês                                                   | 1780                                                 |

1237 (MCCXXXVII, na numeração romana) foi um ano comum do século XIII do Calendário Juliano, da Era de Cristo, e a sua letra dominical foi D (53 semanas), teve início a uma quinta-feira e terminou também a uma quinta-feira.
No reino de Portugal estava em vigor a Era de César que já contava 1275 anos.
| Ano completo                        |
| ----------------------------------- |
| Ano comum com início à quinta-feira |

## Eventos
- 16 de Novembro - Início do Cerco de Riazã por parte das hordas mongóis.
- 21 de Novembro - Riazã conquistada pelos mongóis, liderados por Batu Cã.

## Mortes
- João I de Brienne, rei de Jerusalém e imperador de Constantinopla (n. 1148).
- Caicobado I, sultão de Rum (n. 1192).